# Back Up Against the Wall
Back Up Against the Wall is het tweede studioalbum van de Amerikaanse muziekgroep Atlanta Rhythm Section. Het album gaat verder waar zijn voorganger is gebleven, alleen is men beter op elkaar ingespeeld. Het is opnieuw opgenomen in de Studio One in Doraville, Georgia, thuishaven van de band. 
Het album kwam in 1991 op compact disc uit in Japan de rest van de wereld moest langer wachten (2002). Al Kooper was ooit lid van Blood, Sweat & Tears, maar tevens producer van nichegenoot Lynyrd Skynyrd, dat een deel van hun albums ook in Doraville opnam. Randall Bramblett maakte deel uit van Sea Level.

## Musici
- Barry Bailey - gitaar, elektrische gitaar
- J.R. Cobb - akoestische gitaar, elektrische gitaar, steelgitaar, zang, slidegitaar
- Dean Daughtry - orgel, piano, elektrische piano
- Paul Goddard - basgitaar
- Ronnie Hammond - piano, zang
- Robert Nix - drums, zang

met:
- Randall Bramblett - piano (5)
- Al Kooper - synthesizer, ARP (9)
- Billy Lee Riley - harmonica (2), (8)

## Tracklist
| Nr. | Titel                                       | Duur |
| --- | ------------------------------------------- | ---- |
| 1.  | Wrong (Buie, Cobb)                          | 2:44 |
| 2.  | Cold Turkey, Tenn. (Nix)                    | 3:18 |
| 3.  | Will I Live on? (Daughtry, Nix)             | 2:52 |
| 4.  | A Livin' Lovin' Wreck (Otis Blackwell)      | 3:08 |
| 5.  | Superman (Bramblett)                        | 3:26 |
| 6.  | What You Gonna Do about It? (Buie, Hammond) | 3:00 |
| 7.  | Conversation (Buie, Cobb)                   | 3:29 |
| 8.  | Redneck (Joe South)                         | 3:50 |
| 9.  | Make Me Believe It (Buie)                   | 3:14 |
| 10. | Back Up Against the Wall (Buie, Cobb)       | 3:23 |
| 11. | It Must Be Love (Cobb, Daughtry, Nix)       | 4:07 |